# گونسالو بورگس
گونسالو بورگس (انگلیسی: Gonçalo Borges؛ زادهٔ ۲۹ مارس ۲۰۰۱) بازیکن فوتبال است.
از باشگاه‌هایی که در آن بازی کرده‌است می‌توان به باشگاه فوتبال پورتو بی اشاره کرد.
وی همچنین در تیم‌های ملی فوتبال زیر ۱۶ سال پرتغال، زیر ۱۷ سال پرتغال، زیر ۱۸ سال پرتغال، و زیر ۲۱ سال پرتغال بازی کرده‌است.